# マルタン・フールカデ
マルタン・フールカデ（Martin Fourcade、1988年9月14日 - ）は、フランスのバイアスロン選手。オリンピックには2010年バンクーバー、2014年ソチ、2018年平昌の3大会連続で出場し、金メダル5個と銀メダル2個を獲得。バイアスロン世界選手権では5個の金メダルを獲得し、バイアスロン・ワールドカップでは7度の総合優勝を達成している。
フォーカード、フォルカードと表記されることもある。

## 経歴
10歳の時に兄のシモン・フールカデに憧れて競技を始める。2007年と2008年にジュニア世界選手権に出場し、2007年のリレーで銅メダルを獲得。
バイアスロン・ワールドカップには2008年3月のオスロ大会で初出場。世界選手権には2009年2月の平昌大会で初出場し、個人種目の最高はパシュートの8位。2010年2月にバンクーバーオリンピックに兄のシモンとともに出場してマススタートで銀メダルを獲得。同年3月のワールドカップ・コンティオラハティ大会のパシュートで初勝利。2011年にハンティ・マンシースクで開催された世界選手権・パシュートで初の金メダルを獲得。2011-12シーズン、2012-13シーズン、2013-14シーズンはシーズン総合成績で3連覇を達成。
2014年ソチオリンピックでは12.5kmパシュートと20km個人で金メダルを、15kmマススタートで銀メダルを獲得。2018年平昌オリンピックではパシュート、マススタート、混合リレーで金メダルを獲得した。
2020年3月14日に引退を表明。2022年2月17日には国際オリンピック委員会の選手委員への選出が発表された。

## 主な競技結果

### 冬季オリンピック
| 大会               | 個人 | スプリント | パシュート | マススタート | リレー | 混合リレー |
| ------------------ | ---- | ---------- | ---------- | ------------ | ------ | ---------- |
| 2010年バンクーバー | 14位 | 35位       | 34位       | 銀           | 6位    | —          |
| 2014年ソチ         | 金   | 6位        | 金         | 銀           | 8位    | 6位        |
| 2018年平昌         | 5位  | 8位        | 金         | 金           | 5位    | 金         |

### 世界選手権
2010は混合リレーのみ
| 大会                          | 個人 | スプリント | パシュート | マススタート | リレー | 混合リレー |
| ----------------------------- | ---- | ---------- | ---------- | ------------ | ------ | ---------- |
| 2009 平昌                     | 13位 | 18位       | 8位        | 15位         | 4位    | —          |
| 2010 ハンティ・マンシースク   |      |            |            |              |        | 5位        |
| 2011 ハンティ・マンシースク   | 10位 | 銀         | 金         | 10位         | 12位   | 銅         |
| 2012 ルーポルディング         | 25位 | 金         | 金         | 金           | 銀     | 11位       |
| 2013 ノヴェー・ムニェスト     | 金   | 銀         | 銀         | 10位         | 銀     | 銀         |
| 2015 コンティオラハティ       | 金   | 12位       | 7位        | 10位         | 銅     | 銀         |
| 2016 オスロ                   | 金   | 金         | 金         | 銀           | 9位    | 金         |
| 2017 ホッホフィルツェン       | 銅   | 銅         | 金         | 5位          | 銀     | 銀         |
| 2019 エステルスンド           | 39位 | 6位        | 5位        | 24位         | 6位    | 8位        |
| 2020 ラズン・アンテルセルヴァ | 金   | 銅         | 4位        | 7位          | 金     | 7位        |